# Storia della lotta della scienza con la teologia nella cristianità
Storia della lotta della scienza con la teologia nella cristianità (en: A History of the Warfare of Science with Theology in Christendom) è un libro in due volumi pubblicato 1896 da Andrew Dickson White. Con questo libro, organizzato in venti capitoli, l'autore descrive il percorso cronologico dell'emancipazione della scienza rispetto alla religione in vari campi.

## Contenuto

### Capitolo 1: Dalla Creazione all'evoluzione
L'interpretazione letterale della genesi, la quale include la negazione della morte e dell'esistenza degli animali non usati dall'uomo prima che commettesse il peccato originale, crolla all'identificazione dell'enorme numero di specie nel mondo. Varie idee evoluzionistiche si opposero con il passare del tempo e portarono alla teoria della selezione naturale proposta da Darwin e Wallace. L'iniziale opposizione teologica cedette gradualmente e molte chiese accettarono queste nuove teorie.

### Capitolo 2: Geografia
La teoria della sfericità della Terra di Pitagora, Platone e Aristotele aveva rimpiazzato l'idea precedente dei Caldei e degli egiziani di un pianeta piatto. All'inizio del cristianesimo, i padri della Chiesa favorirono l'idea che al di sopra della Terra ci fosse un "tetto solido" o firmamento. Ma già nel Medioevo molti seguirono le autorità come Tommaso d'Aquino nell'accettare la sfericità della volta celeste. Gerusalemme fu posta al centro del mondo e il rifiuto della credenza nell'esistenza degli antipodi portò molti ad assumere che l'altra parte del mondo fosse completamente ricoperta da acqua. L'opposizione agli antipodi, che aveva contribuito a sottostimare le dimensioni del pianeta, durò per secoli fino a che Magellano non intraprese i suoi viaggi. Il sentimento religioso incoraggiò l'espansione degli europei attorno al pianeta.